# AMD FX
Phenom II, Athlon II Ryzen
(L') AMD FX est une série de microprocesseurs haut de gamme du constructeur AMD pour ordinateur personnel lancés en 2011. AMD revendique ainsi présenter la première puce à 8 cœurs pour le grand public.
Les AMD FX sont gravés au départ avec la microarchitecture Bulldozer puis par son successeur Piledriver en 2012.
La ligne vise à concurrencer la gamme de processeurs de bureau Intel Core, en particulier les architectures Sandy Bridge et Ivy Bridge.
Les processeurs d'architecture Ryzen succèdent aux AMD FX à partir de 2017.

## Architecture
AMD commence la série FX en 2011 avec des CPU basés sur l’architecture Bulldozer portant le nom de code Zambezi, le tout gravé en 32 nm. Vient ensuite l'architecture Piledriver portant le nom de code Vishera toujours en 32 nm. L'objectif de cette architecture était de mettre un grand nombre de coeurs dans chaque processeur, afin de contrer les performances single-threaded d'Intel.

### Socket FX

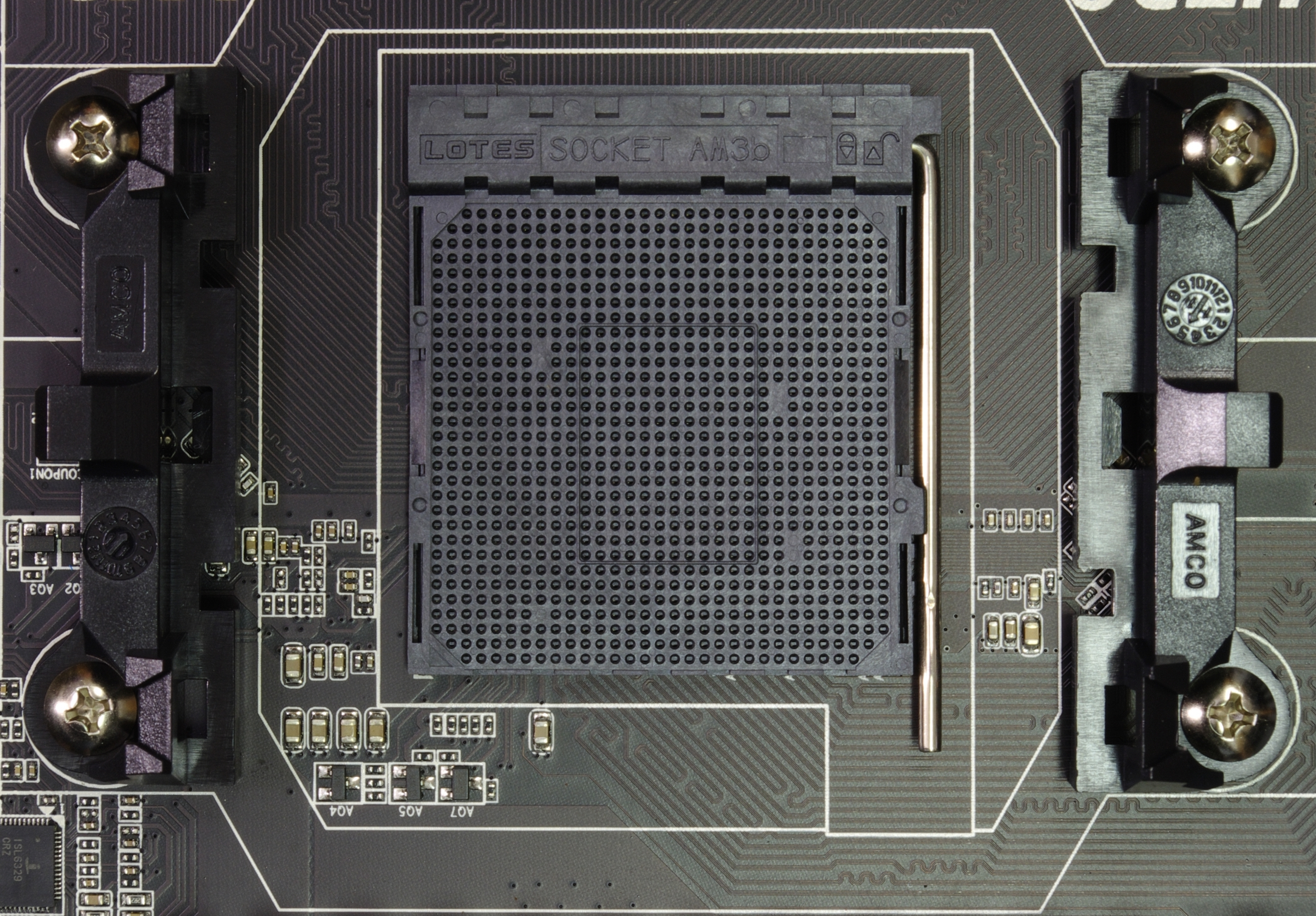
Photo du Socket AM3+ de la carte mère Gigabyte GA-990FXA-UD3.

Le socket AM3 + est une modification du socket AM3 conçu pour les processeurs qui utilisent la microarchitecture Bulldozer.
Il conserve sa compatibilité avec les processeurs AM3.
Le socket C32 est lui conçu pour les processeurs de station de travail et de serveurs Opteron "Lisbon" et "Valencia".

## Anecdote(s)
Le record du monde de vitesse d'horloge est tenue par Andre Yang avec un FX-8150 poussé à 8,70 GHz.

## Liste des processeurs AMD FX
(liste complète des informations en construction)
| FX- . . . . | Nb de modules | Nb de coeurs | Nb de threads | Vitesse d'horloge nominale | Vitesse d'horloge de boost | TDP   | Lithographie | Socket | T° fonctionnement maximale |
| ----------- | ------------- | ------------ | ------------- | -------------------------- | -------------------------- | ----- | ------------ | ------ | -------------------------- |
| FX-4100     | 2             | 4            | 4             | 3,60 GHz                   | 3,80 GHz                   | 95 W  | 32 nm        | AM3+   | 70,5 °C                    |
| FX-4130     | 2             | 4            | 4             | 3,80 GHz                   | 3,90 GHz                   | 125 W | 32 nm        | AM3+   | 70 °C                      |
| FX-4150     | 2             | 4            | 4             | 3,90 GHz                   | 4,10 GHz                   | 125 W | 32 nm        | AM3+   | 71 °C                      |
| FX-4170     | 2             | 4            | 4             | 4,20 GHz                   | 4,30 GHz                   | 125 W | 32 nm        | AM3+   | 61,1 °C                    |
| FX-4300     | 2             | 4            | 4             | 3,80 GHz                   | 4,00 GHz                   | 95 W  | 32 nm        | AM3+   | 70,5 °C                    |
| FX-4320     | 2             | 4            | 4             | 4,00 GHz                   | 4,10 GHz                   | 95 W  | 32 nm        | AM3+   | 70,5 °C                    |
| FX-4350     | 2             | 4            | 4             | 4,20 GHz                   | 4,30 GHz                   | 125 W | 32 nm        | AM3+   | 61,1 °C                    |

| FX-. . . . | Nb de modules | Nb de coeurs | Nb de threads | Vitesse d'horloge nominale | Vitesse d'horloge de boost | TDP   | Lithographie | Socket | T° de fonctionnement maximale |
| ---------- | ------------- | ------------ | ------------- | -------------------------- | -------------------------- | ----- | ------------ | ------ | ----------------------------- |
| FX-6100    | 3             | 6            | 6             | 3,30 GHz                   | 3,90 GHz                   | 95 W  | 32 nm        | AM3+   | 70 °C                         |
| FX-6120    | 3             | 6            | 6             | 3,50 GHz                   | 4,10 GHz                   | 95 W  | 32 nm        | AM3+   | 71 °C                         |
| FX-6200    | 3             | 6            | 6             | 3,80 GHz                   | 4,10 GHz                   | 125 W | 32 nm        | AM3+   | 61,1 °C                       |
| FX-6300    | 3             | 6            | 6             | 3,50 GHz                   | 3,80 GHz                   | 95 W  | 32 nm        | AM3+   | 70,5 °C                       |
| FX-6330    | 3             | 6            | 6             | 3,60 GHz                   | 4,20 GHz                   | 95 W  | 32 nm        | AM3+   | 71 °C                         |
| FX-6350    | 3             | 6            | 6             | 3,90 GHz                   | 4,20 GHz                   | 125 W | 32 nm        | AM3+   | 61 °C                         |

| FX-. . . . | Nb de modules | Nb de coeurs | Nb de threads | Fréquence d'horloge nominale | Fréquence d'horloge de boost | TDP   | Lithographie | Socket | T° de fonctionnement maximale |
| ---------- | ------------- | ------------ | ------------- | ---------------------------- | ---------------------------- | ----- | ------------ | ------ | ----------------------------- |
| FX-8100    | 4             | 8            | 8             | 2,80 GHz                     | 3,70 GHz                     | 95 W  | 32 nm        | AM3+   | 61 °C                         |
| FX-8120    | 4             | 8            | 8             | 3,10 GHz                     | 4,00 GHz                     | 125 W | 32 nm        | AM3+   | 61 °C                         |
| FX-8140    | 4             | 8            | 8             | 3,20 GHz                     | 4,10 GHz                     | 95 W  | 32 nm        | AM3+   | 61 °C                         |
| FX-8150    | 4             | 8            | 8             | 3,60 GHz                     | 4,20 GHz                     | 125 W | 32 nm        | AM3+   | 61 °C                         |
| FX-8300    | 4             | 8            | 8             | 3,30 GHz                     | 4,20 GHz                     | 95 W  | 32 nm        | AM3+   | 70,5 °C                       |
| FX-8310    | 4             | 8            | 8             | 3,40 GHz                     | 4,30 GHz                     | 95 W  | 32 nm        | AM3+   | 70,5 °C                       |
| FX-8320    | 4             | 8            | 8             | 3,50 GHz                     | 4,00 GHz                     | 125 W | 32 nm        | AM3+   | 61,1 °C                       |
| FX-8320E   | 4             | 8            | 8             | 3,20 GHz                     | 4,00 GHz                     | 95 W  | 32 nm        | AM3+   | 70,5 °C                       |
| FX-8350    | 4             | 8            | 8             | 4,00 GHz                     | 4,20 GHz                     | 125 W | 32 nm        | AM3+   | 61 °C                         |
| FX-8370    | 4             | 8            | 8             | 4,30 GHz                     | 4,00 GHz                     | 125 W | 32 nm        | AM3+   | 61,1 °C                       |
| FX-8370E   | 4             | 8            | 8             | 3,30 GHz                     | 4,30 GHz                     | 95 W  | 32 nm        | AM3+   | 70,5 °C                       |

| FX-. . . . | Nb de modules | Nb de coeurs | Nb de threads | Vitesse d'horloge nominale | Vitesse d'horloge de boost | TDP   | Lithographie | Socket | T° de fonctionnement maximale |
| ---------- | ------------- | ------------ | ------------- | -------------------------- | -------------------------- | ----- | ------------ | ------ | ----------------------------- |
| FX-9370    | 4             | 8            | 8             | 4,40 GHz                   | 4,70 GHz                   | 200 W | 32 nm        | AM3+   | 57 °C                         |
| FX-9590    | 4             | 8            | 8             | 4,70 GHz                   | 5,00 GHz                   | 220 W | 32 nm        | AM3+   | 57 °C                         |